# José da Gama Carneiro e Sousa
Pour les articles homonymes, voir Gama, Carneiro (homonymie) et Sousa.
Pour l’article ayant un titre homophone, voir Gamma.
José Manuel Inácio da Cunha e Menezes e Vasconcelos da Gama Carneiro de Sousa Portugal e Faro (Lisbonne, 12 janvier 1788 - Lisbonne 24 octobre 1849), est un homme d'État, 4e comte de Lumiares et 15e seigneur de vimieiro, pair du royaume, ministre d'État et président du Conseil des ministres.

## Biographie
José da Gama Carneiro e Sousa est né à Lisbonne le 12 janvier 1788 et est le fils du 3e comte de Lumiares, Manuel Inácio da Cunha e Meneses et de Maria do Resgate de Portugal Carneiro da Gama de Vasconcelos e Sousa e Faro.
Engagé dans l'Exército Português, il combat lors la guerre d'indépendance espagnole, et lorsque la campagne prend fin, reçoit la médaille avec la figure n° 3, et celle du commandement d'Albuera.
Plus tard, avec le régiment d'infanterie n°1, il est promu au grade de brigadier fin 1826, il est élu la même année pair du royaume.
Ayant rejoint le parti libéral, il devient membre titulaire du Conseil militaire suprême, formé sur l'île Terceira, puis commandant de la brigade anglaise et des volontaires nationaux durant le siège de Porto, et président permanent du conseil de guerre toute la durée de ce siège.
En 1836, il est choisi comme président du Conseil des ministres, dans le gouvernement formé à la suite de la révolution de septembre, et cette situation est maintenue, cumulant les portefeuilles de ministre de la guerre et de la marine, jusqu'au mouvement de la Belenzada, en novembre 1836.
En 1837, il est élu député suppléant de la circonscription de Lisbonne, et prête serment le 25 janvier 1837. C'est son seul passage à la Chambre des représentants, mais il a une longue carrière à la Chambre des Pairs.
Le Comte de Lumiares épouse le 15 août 1807, D. Louise de Meneses, dame de la Reine Marie Ire de Portugal et fille du 1er marquis de Valada, D. Francisco da Silveira de Meneses Castro.
Il meurt à Lisbonne le 24 octobre 1849 avec le grade de maréchal.